# Judy Baauw
Judy Baauw (Zoelmond, 12 de febrero de 1994) es una deportista neerlandesa que compite en ciclismo en la modalidad de BMX.
Ganó tres medallas en el Campeonato Mundial de Ciclismo BMX entre los años 2018 y 2025, y una medalla de plata en el Campeonato Europeo de Ciclismo BMX de 2019.

## Palmarés internacional
| Campeonato Mundial | Campeonato Mundial      | Campeonato Mundial | Campeonato Mundial |
| Año                | Lugar                   | Medalla            | Competición        |
| ------------------ | ----------------------- | ------------------ | ------------------ |
| 2018               | Bakú (Azerbaiyán)       | Medalla de bronce  | Carrera            |
| 2021               | Papendal (Países Bajos) | Medalla de plata   | Carrera            |
| 2025               | Copenhague (Dinamarca)  | Medalla de bronce  | Carrera            |
| Campeonato Europeo |                         |                    |                    |
| Año                | Lugar                   | Medalla            | Competición        |
| 2019               | Valmiera (Letonia)      | Medalla de plata   | Carrera            |